# اشلی وستوود (بازیکن فوتبال، زاده ۱۹۹۰)
اشلی وستوود (انگلیسی: Ashley Westwood؛ زادهٔ ۱ آوریل ۱۹۹۰) بازیکن فوتبال اهل انگلستان است.
از باشگاه‌هایی که در آن بازی کرده‌است می‌توان به استون ویلا، کرو آلکساندرا و نانت‌ویچ اشاره کرد.